# Koroška dijaška zveza
Koroška dijaška zveza (Kärntner Schülerverband), kurz KDZ, ist die Organisation der kärntnerslowenischen Schüler in Kärnten mit Sitz in Klagenfurt. 

## Geschichte
Der KDZ ist Mitglied der Dachorganisation SMO (Slovenske mladinske organizacije) und pflegt enge Kontakte zum KSŠŠK (Klub slovenskih študentk in študentov na Koroškem). Der Verein wurde 1961 gegründet. Seit Jänner 2011 findet die ordentliche Tätigkeit in den neuen Klubräumen in Klagenfurt statt. 

## Ziele
Der KDZ möchte die slowenischen Jugendlichen im Bundesland Kärnten verbinden und deren außerschulische Aktivitäten fördern. Dazu will man die Mitglieder zur Eigenständigkeit ausbilden und sie befähigen, sich für die Erfüllung des Artikel 7 des Staatsvertrages und die Rechte der slowenischen Minderheit einzusetzen. Dies soll in einem friedlichen Miteinander geschehen.